# Giselher Quast

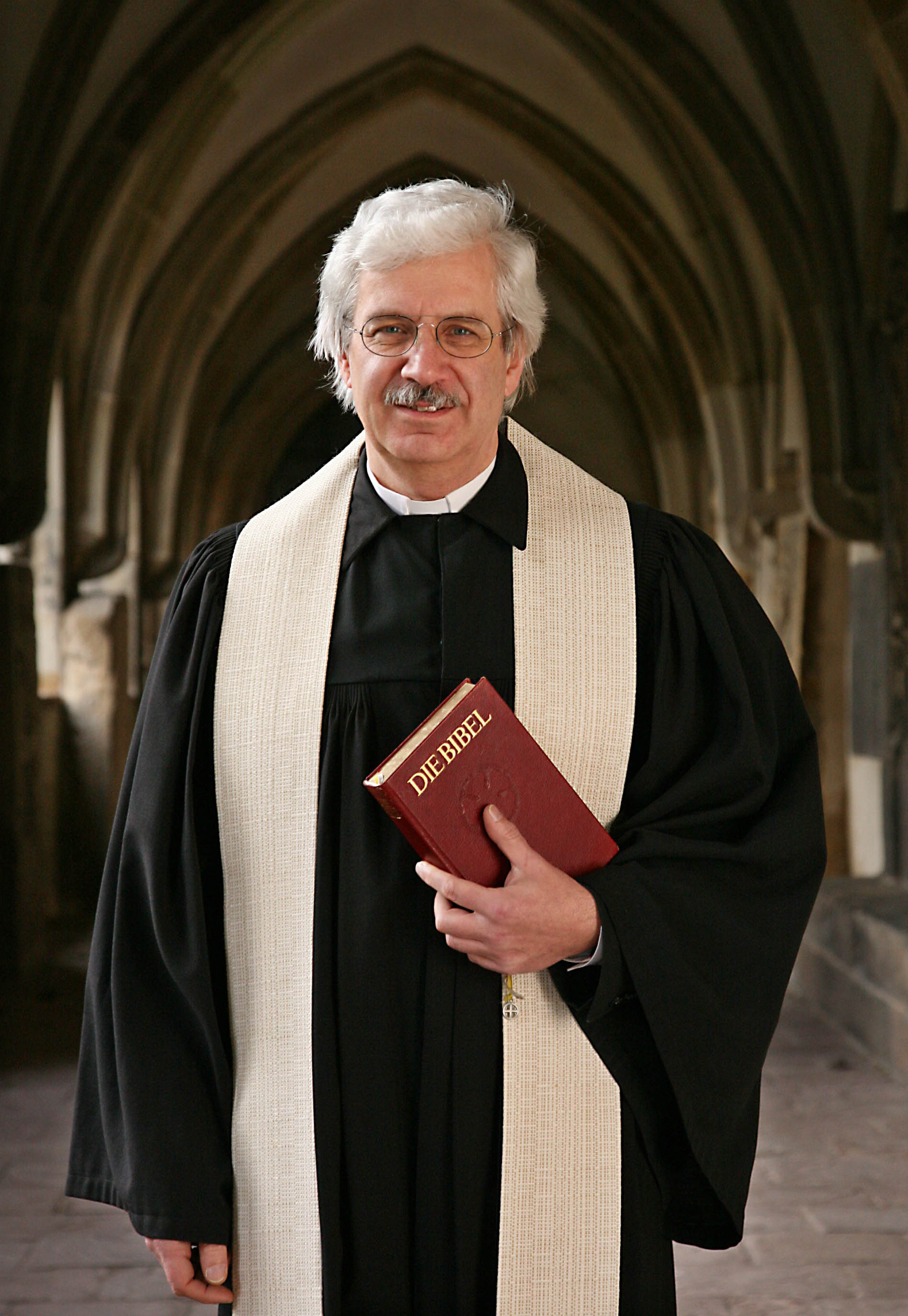
Domprediger Giselher Quast (2008)

Giselher Quast (* 28. Juli 1951 in Dresden) war von 1979 bis 2016 Domprediger am Magdeburger Dom.

## Leben
Giselher Quast wurde als fünftes Kind eines freikirchlichen Pastors geboren, ist verheiratet mit der Theologin Margitta, geb. Baumgarten und hat einen Sohn. Von 1961 bis 1976 sang er im Magdeburger Domchor und erlernte im Dom das Orgelspiel. Quast verweigerte als überzeugter Pazifist den Wehrdienst und jeglichen Wehrersatzdienst und wurde daraufhin kurz vor dem Abitur von der Erweiterten Oberschule „Geschwister Scholl“ in Magdeburg relegiert. Nachdem er 1970 deswegen auch nicht zum Theologiestudium an der Universität Halle/S. zugelassen wurde, legte er eine Sonderreifeprüfung am kirchlichen Proseminar in Naumburg (Saale) ab und studierte Theologie am Kirchlichen Oberseminar. Von 1975 bis 1977 war Quast Vikar in Magdeburg und von 1977 bis 1979 Pfarrer an St. Marien in Eilenburg. Ab 1979 war Giselher Quast Domprediger am Magdeburger Dom.
Wegen seiner engagierten Arbeit in der Jugend- und Gemeindearbeit wurde Quast von Stasi-Mitarbeitern bespitzelt. 1980 und 1988 wurden zwei Anlagen bei der Operativen Personenkontrolle der Stasi wegen pazifistischer Beeinflussung der Jugend und Begünstigung von Ersuchern auf Übersiedlung angelegt. Zudem wurden die Friedensgebete, Friedensgottesdienste und Friedensdekaden im Magdeburger Dom sowie der Arbeitskreis Ökologie von Stasi-Mitarbeitern unterwandert. Insgesamt 30 IM's der Staatssicherheit haben über seine Arbeit Berichte weitergegeben.
Quast war im Herbst 1989 Mitinitiator der Gebete um gesellschaftliche Erneuerung und der Montagsdemonstrationen in Magdeburg und leitete am 6. November 1989 ein Bürgerforum mit 60.000 Teilnehmern auf dem Alten Markt in Magdeburg.
Quast engagiert sich für Tierschutzfragen und hielt er mehrmals Predigten vor Tieren und deren Besitzern. Er tritt für die Erhaltung des Baumgrüns in Magdeburg ein und ist Schirmherr der Bürgerinitiative PRO ELBE. Er tritt häufig mit medienwirksamen Aktionen in die Öffentlichkeit. Im Jahre 2002 lud er die Fans und Verantwortlichen des damals insolvenzbedrohten 1. FC Magdeburg zu einem Hoffnungsmarsch in den Dom ein. 2004 lud er die Hartz-IV-Demonstranten der sog. neuen Montagsgebete zu öffentlichen Diskussionen in den Dom ein. Im Jahre 2005 fand eine umstrittene Ausstellung mit Bildern des Künstlers Dieter M. Weidenbach im Magdeburger Dom statt. Quast war Erstunterzeichner zum Aufruf zur internationalen Prozeßbeobachtung beim sogenannten Halim-Dener-Prozess. Zudem war er Mitglied im Kuratorium Fluthilfe unter Leitung von Altbundespräsident Richard von Weizsäcker.
Bei den Veranstaltungen zum Tag der Deutschen Einheit 2003 fand unter Leitung von Quast ein Ökumenischer Gottesdienst mit 200 Mitwirkenden statt, an dem Bundeskanzler Schröder, Bundespräsident Rau und Ministerpräsident Böhmer teilnahmen.
Quast engagiert sich für die Vereinbarkeit von Religion und Wissenschaft. 2002 wurde beispielsweise das Foucaultsche Pendel im Dom zu Magdeburg aufgehängt, 2003 fand die die Ausstellung GEWISSENlos – GEWISSENhaft – Menschenversuche im Konzentrationslager der Medizinischen Fakultät der Otto-von-Guericke-Universität statt. 2005 unterstützte er Magdeburgs Bewerbung zur Stadt der Wissenschaft. Er engagierte sich für den Neubau der Domorgel. 2009 protestierte er gegen die Graböffnungen der Königin Editha und mehrerer Erzbischöfe im Dom und die Zerlegung und Untersuchung der Gebeine in mehreren Laboren Europas. Am 25./26. Juni 2016 wurde Quast mit einem solennen Festakt in den Ruhestand verabschiedet. Bis heute ist er in gesellschaftlichen Fragen aktiv und vom Kirchenkreis Magdeburg mit Vertretungsdiensten in vielen Kirchspielen und Gemeinden Magdeburgs beauftragt.

## Auszeichnungen
- 1990: Ehrenmedaille „Aufbruch ’89“ der Stadt Magdeburg
- 2002: Magdeburger des Jahres
- 2016: Ehrenbotschafter der Ottostadt Magdeburg
- 2017: Ehrenring der Landeshauptstadt Magdeburg
- 2017: Bundesverdienstkreuz 1. Klasse[2]

## Veröffentlichungen
- mit Waltraut Zachhuber: Anstiftung zur Gewaltlosigkeit – Herbst '89 in Magdeburg. imPULS Verlag, Magdeburg 1991, ISBN 3-910146-02-3
- mit Reinhard Winkler, Hans-Jürgen Jerratsch: Der Dom zu Magdeburg. Deutscher Kunstverlag, München 1991, ISBN 978-3-422-02159-4.
- mit Hans-Jürgen Jerratsch, Constantin Beyer: Der Dom zu Magdeburg. Deutscher Kunstverlag, München 2004, ISBN 3-422-06389-7.
- mit Jürgen M. Pietsch: Der Magdeburger Dom. Edition Schwarz Weiss, Spröda 2005, ISBN 3-00-015279-2.
- Mauritius im Magdeburger Dom - Magdeburger Domhefte Band 3. Mauritius-Verlag Magdeburg 2008, ISBN 978-3-939884-04-0
- mit Verena Friedrich: Magdeburg – Dom St. Mauritius und Katharinen. Peda, Passau 2014, ISBN 978-3-89643-940-6.
- Zur Zeit und zur Unzeit – Predigten aus dem Magdeburger Dom. Stekovics, Wettin 2016, ISBN 978-3-89923-359-9.